# AVIF
AVIF(AV1 Image File Format, AV1 이미지 파일 형식)은 고효율 이미지 파일 포맷(HEIF) 컨테이너 형식의 AV1로 압축된 이미지 또는 이미지 시퀀스를 저장하기 위한 개방형 로열티 프리 이미지 파일 형식 사양이다. ISOBMFF를 기반으로 구축된 동일한 컨테이너 형식을 사용하지만 압축에는 HEVC를 사용하는 HEIC와 경쟁한다. AVIF 사양 버전 1.0.0이 2019년 2월에 완성되었다.
AVIF는 AV1 이미지 파일 형식을 나타내며 더 작은 파일 크기로 고품질 이미지를 제공하도록 설계된 차세대 이미지 형식입니다. AVIF 파일은 오픈 미디어 얼라이언스(AOM)에서 개발했으며 AV1 비디오 코덱을 사용하여 이미지를 압축하여 이미지 품질이 크게 손실되지 않고 동일한 JPEG 파일보다 50% 더 작습니다.
2020년 넷플릭스의 여러 테스트에서 AVIF는 JPEG보다 더 나은 압축 효율성을 보여줬을 뿐만 아니라 더 나은 세부 묘사 보존, 더 적은 차단 아티팩트, 자연 이미지, 텍스트 및 그래픽 합성에서 하드 가장자리 주변의 색상 번짐이 더 적다는 것을 보여주었다.

## 특징
AV1 이미지 파일 형식은 다음을 지원한다.
- 다음을 포함한 다양한 색상 공간:
  - HDR(BT.2100의 일부로 PQ[5] 또는 HLG 전송 기능 및 BT.2020 원색 포함)
  - SDR(sRGB/BT.709/BT.601 또는 넓은 색 영역)
  - CICP(ITU-T H.273 및 ISO/IEC 23091-2) 또는 ICC 프로필을 통한 색 공간 신호[6]
- 무손실 압축과 손실 압축
- 8비트, 10비트, 12비트 색상 깊이[6]
- 단색(알파/깊이) 또는 다중 구성 요소
- 4:2:0, 4:2:2, 4:4:4 크로마 서브샘플링 및 RGB
- 필름 그레인 합성[7]
- 이미지 시퀀스/애니메이션

## 프로필
AVIF 사양은 두 가지 이미지 프로필을 정의한다.
- AVIF 기본 프로필
  - AV1 기본 프로필 사용
  - AV1 수준: 5.1 이하
    - 일부 디코더는 더 큰 이미지를 처리하지 못할 수 있으므로 단일 코딩 이미지가 8K 해상도를 초과하지 않도록 기준 프로필에 레벨 5.1이 선택되었다. 보다 정확하게는 AVIF 기준 프로필을 준수하는 코딩된 이미지 항목의 총 픽셀 수는 8,912,896개, 너비는 8,192개, 높이는 4,352개를 초과할 수 없다. 그리드 파생을 통해 더 큰 이미지를 생성하기 위해 기준선 프로필을 사용하는 것이 여전히 가능하다.
- AVIF 고급(Advanced) 프로필
  - AV1 하이 프로파일 사용
  - AV1 수준: 6.0 이하
    - AVIF 고급 프로필을 준수하는 코딩된 이미지 항목은 총 픽셀 수가 35,651,584보다 크거나 너비가 16,384보다 크거나 높이가 8,704보다 클 수 없다. 고급 프로필을 사용하여 그리드 파생을 통해 더 큰 이미지를 생성하는 것이 여전히 가능하다.

## 지원
2018년 12월 14일 넷플릭스는 첫 번째 .avif 샘플 이미지를 게시했다. 2020년 11월, PQ 전달 기능과 BT.2020 원색을 갖춘 HDR 샘플 이미지가 게시되었다.

### 웹 브라우저
- 2020년 8월, AVIF를 완벽하게 지원하는 Google Chrome 버전 85가 출시되었다.[9] 안드로이드용 구글 크롬 89에는 AVIF 지원이 추가되었다.[10]
- 2021년 10월에 모질라 파이어폭스 93이 기본 AVIF 지원과 함께 출시되었다.[11]
- 웹킷은 2021년 3월 5일에 AVIF 지원을 추가했다. iOS 16 및 macOS Ventura용 Safari는 AVIF에 대한 지원을 추가했다. iOS 16은 2022년 9월 12일[12]에 출시되었고 macOS Ventura는 2022년 10월 24일에 출시되었다.[13] Safari 16.4에서는 macOS Monterey 및 macOS Big Sur에 대한 AVIF 지원을 소급하여 추가했다.[14]

### 이미지 뷰어
- Xn뷰
- gThumb
- 그놈의 눈
- 그놈의 루페[15]
- 이미지매직[16]
- IrfanView(읽기 전용)[17]
- 그웬뷰[18]
- 디지캄 7.7.0[19]
- iOS 16, iPadOS 16 및 macOS 13의 Apple Photos 앱.

### 미디어 플레이어
- VLC는 아직 개발 중인 버전 4부터 AVIF 파일을 읽는다.[20]

### 이미지 편집기
- Paint.net은 2019년 9월에 AVIF 파일 열기에 대한 지원을 추가했고[21], 2020년 8월 업데이트에 AVIF 형식 이미지를 저장하는 기능을 추가했다.[22]
- Colorist 형식 변환 및 Darktable RAW 이미지 데이터는 각각 libavif에 대한 지원 및 참조 구현을 제공한다.
- 기본 AVIF 가져오기 및 내보내기가 2020년 10월에 GIMP에 추가되었다.[23]
- 2021년 1월 13일에 출시된 IrfanView 4.57에는 플러그인을 통해 읽기 전용 AVIF 지원이 추가되었다.[24][25][26]
- 2021년 12월 23일에 출시된 Krita 5.0에는 AVIF 지원이 추가되었다. 지원에는 Rec.2100 HDR AVIF 이미지도 포함된다.[27][28]
- Adobe Illustrator(2022년 5월 릴리스)에 AVIF 지원이 추가되었다.[29]
- 2022년 11월 2일에 출시된 Pixelmator Pro 3.1에는 초기 AVIF 지원이 추가되었다.[30]

### 이미지 라이브러리
- libavif – AVIF 파일 인코딩 및 디코딩을 위한 휴대용 라이브러리이다.
- libheif – ISO/IEC 23008-12:2017 HEIF 및 AVIF 디코더 및 인코더.
- SAIL – libavif 위에 구현된 AVIF를 지원하는 형식에 구애받지 않는 라이브러리이다.
- FFmpeg

### 운영 체제
- Windows – Microsoft는 샘플 이미지와 함께 파일 탐색기, 그림판 및 여러 API 지원을 포함하여 Windows 10 버전 1903 미리 보기 릴리스에 대한 지원을 발표했다.
- Android – 2021년 10월 4일에 출시된 Android 12에는 AVIF에 대한 기본 지원이 추가되었다.[31]
- Linux - AVIF는 Linux 배포판에서 널리 지원된다. 2020년 7월 GdkPixbuf 플러그인이 추가된 libavif 0.8.0이 출시되면서 대부분의 GNOME/GTK 애플리케이션에 AVIF 지원이 제공된다.[32] KDE 프레임워크는 2021년 1월 "KImageFormats" 라이브러리에 AVIF에 대한 지원을 추가하여 대부분의 KDE/Qt 응용 프로그램이 AVIF 이미지 보기 및 저장을 지원할 수 있도록 했다. Nomacs 3.16에는 AVIF 보기 및 변환에 대한 지원이 추가되었다.[33] Nomacs appimage는 이전 Linux에도 사용된다.
- Apple 플랫폼 – iOS 16, iPadOS 16 및 macOS Ventura는 기본적으로 AVIF를 지원한다. Finder, QuickLook, iOS 파일 앱 등에서 AVIF 이미지를 직접 볼 수 있다.

### 웹사이트
- Cloudflare는 2020년 10월 3일 블로그 게시물을 통해 AVIF 지원을 발표했다.[34]
- Vimeo는 2021년 6월 3일 블로그 게시물을 통해 AVIF 지원을 발표했다.[35]

### 프로그래밍 언어
- PHP는 PHP 버전 8.1부터 GD 확장에서 AVIF를 지원했다.[36]
- Perl은 Imager 라이브러리 제품군을 통해 지원된다.[37]

### 기타
- ExifTool은 버전 11.79부터 EXIF 읽기 및 쓰기를 위한 AVIF 형식을 지원했다.